# Saint Ann (Jamaica)
Saint Ann is een parish van Jamaica. De hoofdstad van de parish is Saint Ann's Bay.

## Partnersteden
- Gloucester (Verenigd Koninkrijk)

## Geboren
- Bob Marley (Nine Miles 1945-1981), reggae-artiest
- Max Romeo (1944-2025), reggae-artiest
- Grace Jackson (1961), atlete
- Deon Hemmings (1969), atlete
- Greg Rose, bekend als Perfect (Bamboo, 1980), reggae-artiest
- Novlene Williams-Mills (1982), atlete
- Shericka Jackson (1994), atlete

Clarendon · Hanover · Kingston · Manchester · Portland · Saint Andrew · Saint Ann · Saint Catherine · Saint Elizabeth · Saint James · Saint Mary · Saint Thomas · Trelawny · Westmoreland